# Utricularia subulata
Utricularia subulata es una especie de planta carnívora de pequeño tamaño, anual y de hábito terrestre, que pertenece a la familia Lentibulariaceae.

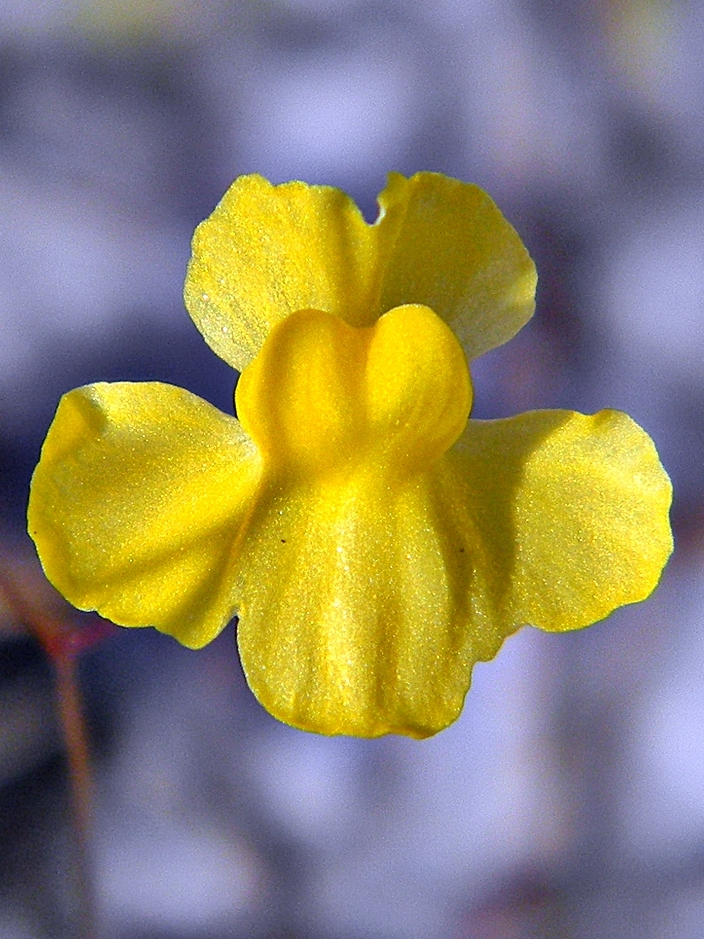
Detalle de la flor

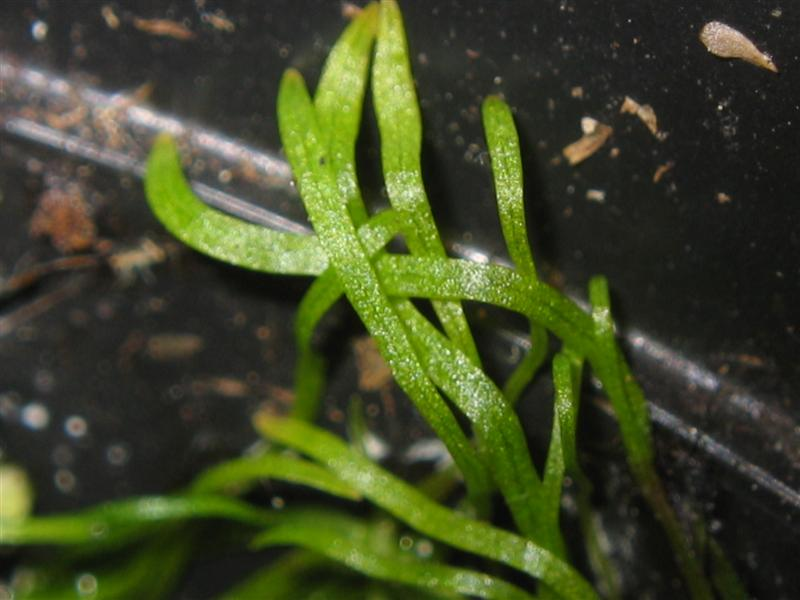
Detalle de las hojas

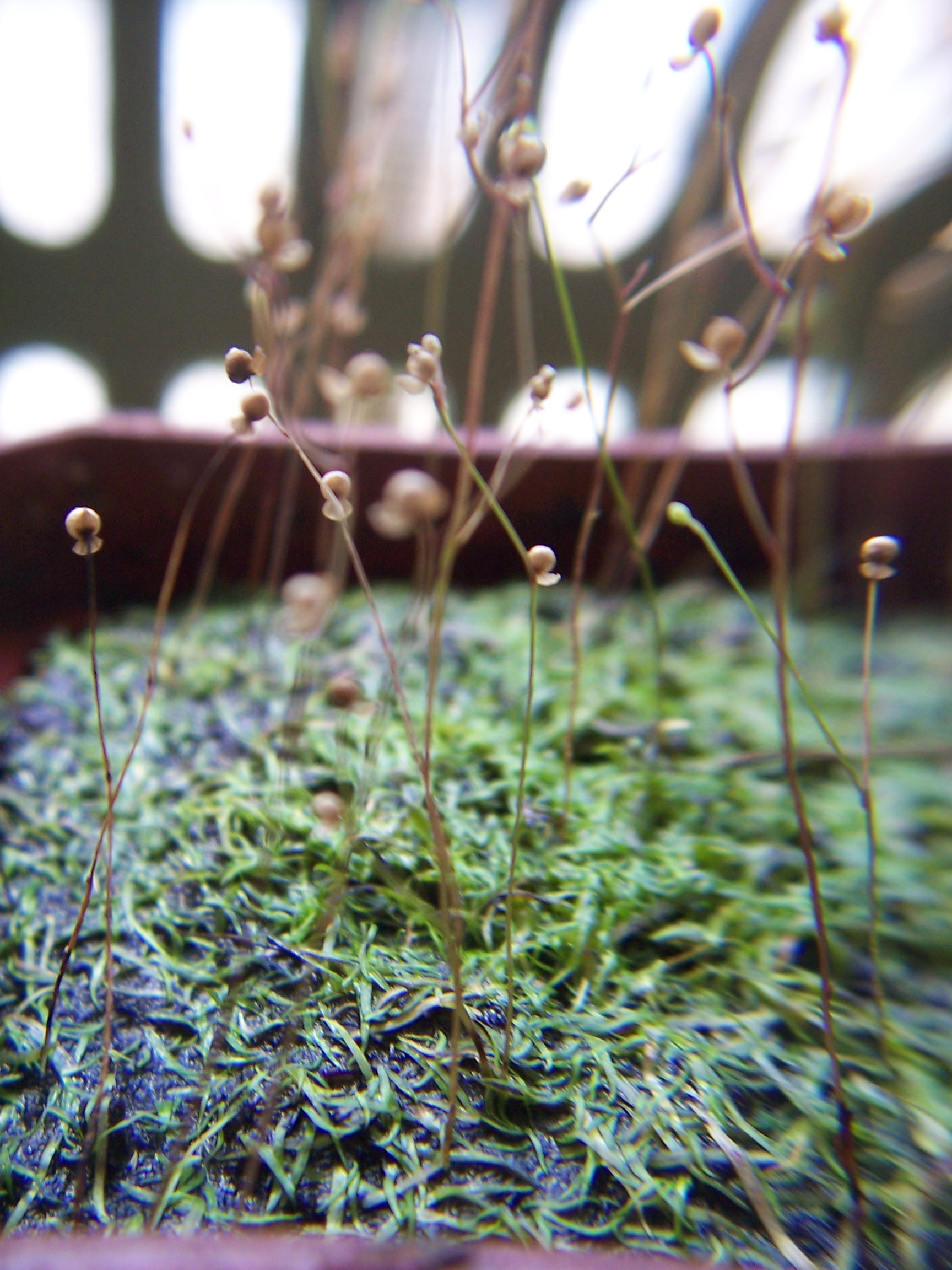
Hojas

## Descripción
Es una hierba anual, terrestre. Tallos estoloníferos filiformes, ± ramosos; rizoides subterráneos, en número reducido, en la base de los pedúnculos, filiformes, con ramas cortas, papilosas; órganos foliares 10-20 x 0,5-1 mm, indivisos, peciolados, estrechamente lineares, uninerviados, generalmente desaparecen antes de la antesis; utrículos 0,2-0,5 mm de diámetro, numerosos, insertos en los estolones y en las hojas, ovoides, pediculados –pedículo 0,2-0,7 mm–, con la apertura lateral y provista de 2 apéndices ± ramificados. Inflorescencias en racimo flexuoso, con 2-10(25) flores; pedúnculos 3-25(50) cm, erectos, glabros o ± papilosos en la parte superior, o ± pelosos hacia la base, con escamas numerosas, peltadas, semejantes a las brácteas, a veces ciliadas; brácteas (0,5)1-2 x 0,5 mm, peltadas, glandulosas internamente; sin bractéolas; pedicelos 2-10 mm, ± erectos en la frutificación. Cáliz 1-1,5 mm; lóbulos subiguales, enteros. Corola 5-10 mm, amarilla –blanquecina o rojiza en las flores cleistógamas–; labio superior ovado; labio inferior trilobulado, tan largo como el espolón. Cápsula 1-1,5 mm de diámetro, globosa, foraminal. Semillas elipsoidales, ápteras. Tiene un número de cromosomas de n = 15.

## Distribución y hábitat
Se encuentra en turberas y terrenos arenosos, temporalmente inundados; a una altitud de 50 metros. Es la especie de Utricularia con distribución más amplia, casi cosmopolita, desde las regiones tropicales y subtropicales hasta las zonas templadas; a veces, naturalizada. En la península ibérica en el CW de Portugal.

## Taxonomía
Utricularia subulata fue descrita por Carlos Linneo y publicado en Species Plantarum 1: 18. 1753.
Etimología
Utricularia: nombre genérico que deriva de la palabra latina utriculus, lo que significa "pequeña botella o frasco de cuero".
subulata: epíteto latín que significa «con forma de punzón».
Sinonimia
- Enetophyton cleistogamum (A.Gray) Nieuwl.
- Setiscapella cleistogama (A. Gray) Barnhart
- Setiscapella subulata (L.) Barnhart
- Utricularia angolensis Kamienski
- Utricularia bradei Markgr.
- Utricularia capillaris Hoffsg. ex Roemer & Schultes
- Utricularia cleistogama (A. Gray) Britton
- Utricularia exigua Merl ex Luetzelb.
- Utricularia filiformis Roem. & Schult.
- Utricularia marcelliana Merl ex Luetzelb.
- Utricularia media Salzm. ex A. St.-Hil. & Girard
- Utricularia multiflora Afzel. ex Kamienski
- Utricularia nervosa var. minor Merl ex Luetzelb.
- Utricularia obsoleta Merl ex Luetzelb.
- Utricularia oligocista Benj.
- Utricularia perpusilla A. DC.
- Utricularia pumila Benj.
- Utricularia rendlei Lloyd
- Utricularia saccata Merl ex Luetzelb.
- Utricularia setacea Michx.
- Utricularia tenuiscapa Pilg.
- Utricularia triloba R.D.Good
- Vesiculina setacea (Michx.) Raf.[6]